# Шеff
Шеff (рус. Шеф; настоящее имя — Владисла́в Вади́мович Ва́лов; род. 8 июля 1971, Донецк)  — советский и российский рэп-исполнитель, автор песен, музыкальный продюсер, танцор брейк-данса, организатор хип-хоп-фестивалей, предприниматель, режиссёр видеоклипов, художник, писатель, основатель и единственный бессменный участник рэп-группы Bad Balance.
Летом 1986 года увлёкся брейк-дансом после увиденного по телевизору документального фильма «Человек с Пятой авеню» (1986). Осенью 1986 года вместе со школьными друзьями образовал в Донецке брейк-коллектив «Экипаж-синхрон», учителем и главным хореографом которого был чернокожий студент Яник из Конго. В июле 1987 года Валов совместно с Сергеем Менякиным («Моня») образовал донецкий дуэт в стиле «попс» «Белые перчатки», который через месяц занял четвёртое место на Всесоюзном брейк-данс-фестивале Breiks '87 в Риге. 26 декабря 1988 года команда «Белые перчатки» заняла первое место в стиле «попс» на донецком межгородском фестивале Break Dance '88. 20 сентября 1989 года вместе с Глебом Матвеевым (DJ LA) создал в Ленинграде танцевальный брейк-данс-коллектив Bad Balance. В марте 1991 года с приходом Сергея Крутикова («Михей») Bad Balance стал музыкальной рэп-группой. При записи первых треков Валов взял себе псевдоним Chill-Will, полученный от барабанщика рок-группы Nazareth во время февральских гастролей в Ленинграде.
В 1999 году Валов в содружестве с Александром Толмацким создал хип-хоп-объединение «Bad B. Альянс», яркими представителями которого были «ДеЦл», Bad Balance и «Легальный бизне$$». В 2000 году под именем «Шеff» выпустил дебютный альбом «Имя Шеff». После разрыва отношений с Толмацким выпустил два сольных альбома под псевдонимом «Мастер Шеff»: «Мастер слога ломаного» (2003) и «Грация» (2005). В 2010 году вернулся к сольному творчеству, в результате чего выпустил четыре альбома: «Премиум» (2011), «Гипноз» (2017), Gangsta Jazz (2018) и «Новая школа» (2020). В июне 2024 года выпустил первый сингл с будущего альбома «Ультразвуковой шквал» (2024).
Активно способствовал популяризации хип-хоп-культуры с 1994 по 2002 год, внеся огромный вклад в развитие российского хип-хопа. Один из создателей «Центра хип-хоп-культуры» в Москве и Санкт-Петербурге (1994—1995); организатор ежегодного международного фестиваля рэп-музыки Rap Music (с 1994 года); организатор московских соревнований би-боев B. Boys Party '94 и '95; организатор фестиваля стрит-бит-диджеев GrandMaster DJ (1995—1999); один из организаторов концертов Adidas Streetball Challenge в Москве (1998—1999); учредитель хип-хоп-номинации «Голос улиц» (1998—2000); бывший основатель и участник хип-хоп-объединения «Bad B. Альянс» (1999—2001); бывший главный редактор журнала Hip-Hop Info (1998—2002); владелец музыкального лейбла и звукозаписывающей студии 100Pro (с 2002 года); владелец футбольного клуба рэп-артистов «Налётчики» (с 2012 года). Продюсер рэп-исполнителей и групп, среди которых «Легальный бизне$$», «АлкоФанк», «ДеЦл», «Niko», «Белый шоколад», «Маруся», «Ёлка», «Капа», «Игра слов».

## Биография
Влад Валов родился 8 июля 1971 года в Донецке, там прошло его детство и юность.
В конце 1985 года, когда из-за травмы пришлось закончить заниматься футболом, Влад отправился на поиск мира музыки. Отец купил ему магнитофон «Маяк», и у друзей и знакомых он набрал множество кассет групп AC/DC, Duran Duran, Manfred Mann, Iron Maiden, Deep Purple и множество других исполнителей разных жанров. Затем ему в руки попалась затёртая кассета, на которой был записан Afrika Bambaataa, и после прослушивания он открыл для себя новый мир хип-хоп-движения.
В 1986 году увлёкся брейк-дансом после увиденного по телевизору документального фильма Генриха Боровика «Человек с Пятой авеню» (Первая программа ЦТ, 15 мая 1986 года), где был показан двухминутный репортаж об уличных танцорах Нью-Йорка. В июле 1986 года во время летних каникул 15-летний Валов вместе со школьным другом Сергеем Менякиным («Моней») поехал в Москву, где отметил свой день рождения и познакомился с киевскими танцорами брейк-данса и московским танцором Александром Нуждиным. Вернувшись в Донецк, Валов с Моней и ещё двумя школьными товарищами собрали коллектив «Экипаж-синхрон» (Влад Валов, Сергей «Моня» Менякин, «Волося» и Дмитрий Ковалёв). Учителем и главным хореографом группы был чернокожий студент из Конго по имени Яник. Осенью Яник организовал в интерклубе Донецкого политехнического института место для репетиций и начал создавать первый танцевальный номер. В конце года Валов с Моней отправились в Москву за одеждой для выступлений, после чего поехали в Ленинград на дискотеку в Ленинградский дворец молодёжи, где познакомились с участниками детского брейк-ансамбля «Альянс» — Глебом Матвеевым и Алексеем Лагойским.
Первое выступление команды «Экипаж-синхрон» состоялось в донецком клубе «Турист» в начале 1987 года. Однажды Валов поссорился с Моней, двое других участников команды покинули её, и Моня ушёл вместе с ними. Валов нашёл другой репетиционный зал и создал с другими танцорами новый коллектив — «Экипаж-вольный стиль». В июне 1987 года Яник организовал брейк-данс-турнир, куда пригласил всех лучших танцоров Донецка. Из тридцати участников первое место занял Валов, второе и третье — двое участников бывшей команды «Экипаж-синхрон», а четвёртое — Моня. После награждения Яник вышел на сцену и помирил Валова с Моней. Поскольку двое участников распавшегося коллектива заявили, что уходят из брейка, то Валов и Моня образовали донецкий дуэт в стиле «попс» «Белые перчатки», который через месяц занял четвёртое место на рижском фестивале по брейк-дансу Breiks '87 (с 7 по 9 августа 1987 года).
В начале 1988 года Валов и Менякин начали тренироваться в первой студии брейк-данса в Донецкой области, которую открыл во Дворце молодёжи «Юность» Владислав Подолян («Боча») из посёлка Ханженково города Макеевка. В этой же студии тренировался Сергей Крутиков. Подолян стал называть Валова «Шефом», а Крутикова — «Михеем» (он был похож на его деда Михея), в ответ Валов придумал Подоляну имя «Боча». Так у них появились псевдонимы. После нескольких тренировок Подолян создал вместе с Крутиковым дуэт в стиле электрик-буги «Точка замерзания».
В марте 1988 года дуэт «Белые перчатки» выступил на фестивале «Витебск '88» (Витебск, Белоруссия). 26 декабря 1988 года «Белые перчатки» занял первое место в стиле «попс» на донецком межгородском фестивале Break Dance '88, который был организован Валовым при поддержке комсомольских организаций.
В 1989 году после окончания школы, чтобы не идти в армию, Валов поступил в Высшую профсоюзную школу культуры в Ленинграде, где вместе с Глебом Матвеевым (DJ LA) 20 сентября 1989 года создал танцевальный брейк-данс-коллектив Bad Balance (в честь изношенных кроссовок фирмы New Balance). В октябре 1989 года Шеф и LA предложили танцорам брейк-команды «Стоп» из рэп-группы «Чёрное и Белое» перейти в Bad Balance. В результате предложение приняли только Алексей Скалинов («Скаля») и Алексей Лагойский («Лага»). Одновременно к команде присоединились двое других танцоров — Дмитрий Черкасов («Swan») и Алексей Богданов («Бармалей»). С Лагой и Сваном был сделан первый постановочный номер в стиле локинг — «Казаки», а со Скалей и Бармалеем — ещё два номера: «Ленинградские ковбои» и «Лалыбай». С этими номерами команда участвовала в брейк-данс-фестивалях.
Летом 1990 года в рамках программы студенческого обмена Влад Валов («Шеф») отправился в Вашингтон, где он пробыл почти три месяца, работая в магазине по прокату видеокассет Blockbuster Video. Находясь в Америке, Валов заметил, что местные брейкеры забросили танец и начали заниматься рэпом. Вернувшись в Ленинград, «Шеф» принял решение записать рэп-альбом, другие участники его поддержали. В результате чего половина заработка от танцев на улице откладывалась ими на запись песен в студии. Летом 1990 года, вслед за Валовым в высшую профсоюзную школу культуры поступили Сергей Крутиков («Михей») и Сергей Менякин («Моня»), и стали участниками Bad Balance. В ноябре 1990 года команда выступила на Всесоюзном фестивале популярных танцев «Колобок '90» (он же «Колобок 4») в ДК имени Серго Орджоникидзе в Нижнем Новгороде, где заняла первое место в стилях «попс» и «локинг».
В марте 1991 года с приходом Михея, у которого за плечами было две музыкальные школы по классу игры на аккордеоне и барабанах, Bad Balance стал музыкальной рэп-группой. При записи первых треков Валов взял себе псевдоним Chill-Will (на рок-сленге означает «крутой отморозок»), полученный от барабанщика рок-группы Nazareth Дэрела Свита во время февральских гастролей в Ленинграде. Весной 1991 года в студии Ленинградского дворца молодёжи (ЛДМ) была записана первая 20-минутная костюмированная танцевальная шоу-программа «Семеро одного не ждут», состоящая из 8 треков («Graffiti», «Донецкий край», «Leningrad Cowboys», «Ленинград»). Поводом для этого послужил первый всесоюзный фестиваль рэп-музыки «Рэп-пик-91», который прошёл в Ленинградском дворце молодёжи с 19 по 21 апреля 1991 года, и на нём группа Bad Balance заняла первое место. Летом 1991 и 1992 года группа Bad Balance получила гран-при по конкурсу исполнителей рэпа на Первом и Втором московском фестивале рэп-музыки «Эм-Си-шоу», организованным радио «Европа плюс», ЦПКиО и студией «Класс» Сергея Обухова в московском парке Горького. В своей статье для «газеты, которая выпускалась на английском и на русском языке», Артемий Троицкий назвал группу Bad Balance «русским Public Enemy».
Дебютный альбом Bad Balance «Выше закона» вышел в 1992 году и распространялся через пиратскую сеть на аудиокассетах и бобинах без обложки. В 1994 году был выпущен второй альбом «Налётчики Bad B.». В 1997 году у Bad Balance вышел третий альбом «Чисто ПРО…», а в 1999 году — четвёртый альбом «Город джунглей». После этого альбома Михей покинул группу.
В феврале 1994 года Валов вместе с группой Bad Balance открыл в Москве офис под названием «Молодёжный благотворительный центр хип-хоп-культуры» на автобазе Генштаба МО РФ. Центр проводил в ночных клубах «Эрмитаж» и «Пилот» акции «Хип-хоп против насилия», на которых выступали местные рэп-группы. При Центре были созданы школы брейк-данса и диджеинга, а так же репетиционная база для рэп-артистов. 15 апреля 1995 года открылся филиал Центра хип-хоп-культуры в Санкт-Петербурге на базе клуба «Гора».
В 1994 году Валов при поддержке Центра хип-хоп-культуры начал выпускать русскоязычные сборники рэп-музыки «Рэп вокруг тебя» (1994), «Рэп-удар» (1995), Hip-Hop Info (1996—2001, 2009), «Голос улиц» (1995—2000).
В апреле 1995 года Валов стал гостем телепередачи «Акулы пера» на «ТВ-6», выпуск с которым вышел 14 мая.
С апреля 1998 по октябрь 2001 года Валов был главным редактором первого в России журнала о хип-хоп-культуре «Хип-хоп инфо». Помимо Валова статьи для журнала писали Михаил Филимонов, Олег Басков («Баскет», о граффити), Олег Жиляков (Ladjak, переводчик), Сергей Согрин, Максим Алёшин, Андрей Меньшиков («Лигалайз»), Василий Лифанов.
В 1999 году Валов начал сотрудничать с Александром Толмацким, в результате чего было создано хип-хоп-объединение «Bad B. Альянс», яркими представителями которого были «ДеЦл», Bad Balance и «Легальный бизне$$». В 2000 году Валов под именем «Шеff» выпустил свой первый сольный альбом «Имя Шеff» на лейбле Толмацкого «Студия Миксмедиа». Год спустя вышел пятый альбом Bad Balance — «Каменный лес» (2001), а ещё через год альбом Bad B. Альянса — «Новый мир» (2002). На этом сотрудничество Валова и Толмацкого завершилось: 2002 году Валов официально ушёл от Толмацкого и его компании «МедиаСтар». Но после ухода Валова право на использование имени «Шеff» (на 10 лет), а также Bad Balance (на 5 лет) по контракту осталось за Толмацким. Валов временно создал себе новый псевдоним, добавив к уже известному имени «Шеff» приставку «Мастер». Именно под таким псевдонимом «Мастер Шеff» Валов выпустил два сольных альбома: «Мастер слога ломаного» (2003) и «Грация» (2005). На альбомах группы Bad Balance он также был вынужден использовать новое имя: «Мало-по-малу» (2003), «Легенды гангстеров» (2007) и «Семеро одного не ждут» (2009).
В 2002 году Валов создал новый хип-хоп-бренд «100Pro»: музыкальный лейбл, журнал, хип-хоп-бутик одежды, клубные вечеринки. В 2002 году Валов занялся продюсированием нового артиста «Niko», результатом этой работы стал совместный трек с участником группы Wu-Tang Clan, Cappadonna, записанный во время приезда в Москву 23 июня 2002 года. В 2002 году Валов записал совместный трек с Михаилом Шуфутинским «Бабы — последнее дело». В этом же году Валов как музыкальный продюсер открывает трёхдневный музыкальный фестиваль в Краснодарском крае «Анапа-Арт».
В 2004 году Валов провёл десятый раз подряд ежегодный международный фестиваль рэп-музыки Rap Music. На фестиваль в качестве специального гостя и члена жюри был приглашён Raekwon из Wu-Tang Clan.
С 2004 года Валов выпускает документальные фильмы о своём творческом пути: «История Bad B. Часть I. Начало русского хип-хопа» (2004), «История Bad B. Часть II. Золотые времена хип-хопа» (2006), «История Bad B. Часть III. Глава Первая: Война и Мир» (2014) и «История Bad B. Часть III. Глава Вторая: Война и Мир» (2015).
С 2011 года Валов снова стал использовать своё изначальное имя «Шеff» и под этим именем выпустил три сольных альбома: «Премиум» (2011), «Гипноз» (2017) и Gangsta Jazz (2018). На новых альбомах группы Bad Balance Валов также обозначен как «Шеff»: «World Wide» (2012), «Криминал 90-х» (2013), «Северная мистика» (2014) и «Политика» (2016).
В 2017 году вышел пятый сольный альбом «Гипноз», ставший усовершенствованной моделью альбома «Имя Шеff». Музыкальный критик сайта InterMedia, Алексей Мажаев, подытожил: «Есть ощущение, что с 90-х годов в меню Мастера Шеффа мало что изменилось — видимо, этим по большому счёту и объясняется разница между интересом к его альбому и новому альбому „Касты“». Рецензент портала MusicScore оценил релиз положительно, отметив (в контексте предыдущих альбомов исполнителя), что «Гипноз» «слушается как действительно взрослая работа».
В 2017 году Валов получил орден почётного гражданина России. Церемония награждения состоялась в «Президент-Отеле».
18 мая 2018 года вышел шестой студийный альбом под названием Gangsta Jazz, состоящий из 15 треков. Это своего рода развитие идей проекта Bad Balance «Легенды гангстеров», который вышел в 2007 году. Новый релиз рассказал истории о легендарных и по-своему культовых личностях и группировках из мира криминала.
В 2019 году Валов анонсировал выход нового альбома под именем Шеff под названием «Новая школа». 14 февраля 2020 года Шеff представил первый сингл из своего будущего сольного альбома — «Бей по порядкам…». Сингл был дополнен видеоклипом, по сюжету которого Шефф вместе с исполнителем по имени Момон отправляется в столицу Франции, где они вместе ходят по шикарным магазинам, чтобы потом отдать французским бездомным всё, что накупили. 13 марта 2020 года ШЕFF представил второй сингл — «Я рисую!». Трек был записан с рэп-исполнителем Indigo и был снабжён видеорядом. 29 мая 2020 года был выпущен дополненный видеорядом третий сингл с альбома — «Бомбинг», на который вошло четыре разноплановых ремикса. В записи песни принял участие артист лейбла ЦАО Records Мойша Эскобар. В день рождения Шеffа состоялись съёмки видеоклипа на песню «Мой стайл», по сюжету которого рэпер грабит банк. 24 июля 2020 года вышел четвёртый по счёту сингл с нового альбома — «Всё за лайк». На этот раз в качестве гостя на трек был приглашён новый рэпер B.M. Трек был презентован с анимационным видео. В августе на сайте лейбла 100Pro появилась информация о том, что презентация нового сольного альбома Шеffa «Новая школа» состоится 11 сентября на концерте группы Bad Balance в клубе Lookin Rooms, где любой желающий сможет приобрести новый альбом на компакт-диске с подписью рэпера. В записи «Новой школы» приняли участие несколько гостей, самое интересное, что среди тех, чьи голоса звучат на этом релизе, есть дети и жена Шеffа.
В ноябре 2020 года Валов дал интервью программе «Легенда» на RTVI, в которой рассказал, как зарождалась хип-хоп-культура в России. 18 декабря Шеff выпустил видеоклип на песню «Мы говорим», в котором снялась семья Валовых. 15 мая вышел видеоклип на песню «Меня там нет!» рэпера Oden, в котором Валов принял участие.
4 июня 2024 года Шеff представил видео на титульный трек со своего будущего сольного альбома «Ультразвуковой шквал». Видео было сделано при помощи нейросетей, а его производством занимался режиссёр Олег Степченко. 8 августа 2024 года Шеff выпустил восьмой студийный альбом «Ультразвуковой шквал», состоящий из 16 треков. В записи альбома приняли участие рэперы Грувитон (Indigo & Slavon), Simagon, DJ 108, Капа, а также R&B-исполнители Knara и Kuma. Музыку для альбома создали Shooroop и Cruel Tool. Все тексты для альбома написал Шеff, кроме гостевых куплетов.

## Продюсерская работа
С 1989 года и по сей день продюсирует группу Bad Balance, Bad B. Про..., Bad B., а также свои сольные альбомы Шеff и Мастер Шеff.
С 1994 года и по сей день является продюсером ежегодного международного фестиваля рэп-музыки Rap Music.
С 1999 по 2002 год Валов продюсировал ДеЦла, группу «Легальный бизне$$», «Белый шоколад», Тимати, а также объединение артистов «Bad B. Альянс», в которое входило 22 артиста.
С 2004 по 2011 год Валов продюсировал певицу «Ёлку». На лейбле 100Pro вышли первые четыре её альбома и несколько EP.
В 2006 году Шеff спродюсировал поп-рэп-проект «Игра слов», который получил более 20 музыкальных наград за хит «Алина Кабаева».
В 2011 году Шеff начал работу над международным дуэтом FEVER!, куда вошла русская певица Сантьяга и американец Линард Джексон (Li’nard Jackson).

## Конфликты

### Конфликт Шефa и Лигалайза
В 2002 году Лигалайз вернулся из Праги и принёс Шефу записанный альбом своего нового проекта «П-13». Валов посчитал этот материал слабым и заявил, что готов выпустить только сольный альбом Лигалайза. Тот в свою очередь обратился к оппоненту Шефа, Александру Толмацкому, и Толмацкий взял материал на реализацию. Для выпуска альбома Лигалайз подписал с Толмацким долгосрочный контракт. В итоге альбом пролежал год на полке, а Толмацкий всё это время вынашивал план подорвать авторитет Шефа. Когда Лигалайз потребовал выпуска, Толмацкий сказал, что ему нужно вернуть интерес к своей персоне, и предложил Лигалайзу написать дисс на Шефа. В треке «Провокация» из альбома «П-13» Лигалайз читает строчки «…у кого с Балансом плохо? у нас, поверь, в поряде…» Шеff, услышав это, ответил в треке «Мастер слога ломаного» строками «…расписал по нотам Лиги, дреды и Касты, кто номер один? Всем сосать у Масты…» На что Лига с подачи Александра Толмацкого записал трек «Доктор БлеFF», посылая дерзкие заявления и ругательства на своего бывшего продюсера и партнёра по группе. По словам фанатов и критиков, это один из самых первых и самых грубых диссов в русском рэпе. В ответ Шеff записал трек «Зачем, милая», в котором назвал Лигалайза «останкинской проституткой» и заявил, что трек Лигалайза всего лишь «чёрный пиар», который был изначально спроектирован Александром Толмацким. Лигалайз написал ответный дисс под названием «Реакция», но ответ Шефа был настолько обоснованным, что второй дисс Лигалайза не завоевал достаточного интереса слушателей. DJ LA являлся автором музыки к треку «Dr. BleFF» и покинул группу Bad Balance. Оба дисса Лигалайза вошли в альбом «П-13» — Провокация. Отрывок своего ответа Шеff поместил скрытым треком в сольном альбоме «Грация» 2005 года.

## Дискография
Студийные альбомы
- 2000 — Имя Шеff («Студия Миксмедиа») (20 декабря 2000 года)[1][100].
- 2003 — Мастер слога ломаного (CD Land Records/100Pro) (29 марта 2003 года)[101]
- 2005 — Грация (100Pro) (10 ноября 2005 года)
- 2011 — Премиум (100Pro) (27 мая 2011 года)
- 2017 — Гипноз («Союз»/100Pro) (26 мая 2017 года)
- 2018 — Gangsta Jazz (100Pro) (18 мая 2018 года)
- 2020 — Новая школа (100Pro) (11 сентября 2020 года)
- 2024 — Ультразвуковой шквал (100Pro)   (8 августа 2024 года)

Компиляции
- 2011 — Инструменталы (100Pro)
- 2017 — Greatest Hits Tape — Legend (Mixed by DJ Spot) (100Pro)
- 2018 — Gangsta Jazz Инструменталы (100Pro)

Альбомы в составе группы Bad Balance
- 1991 — Семеро одного не ждут (магнитоальбом)
- 1992 — Выше закона (магнитоальбом)
- 1994 — Налётчики Bad B.
- 1997 — Чисто про…
- 1999 — Город джунглей
- 2001 — Каменный лес
- 2003 — Мало-по-малу
- 2007 — Легенды гангстеров
- 2009 — Семеро одного не ждут
- 2012 — World Wide
- 2013 — Криминал 90-х
- 2014 — Северная мистика
- 2016 — Политика
- 2021 — Из андеграунда

В составе Bad B. Альянс:
- 2002 — Новый мир

## Фильмография

### Видеоклипы
- 1999 — «Скорость дня» (Шеff feat. Шмель) (альбом «Имя Шеff», режиссёр: Евгений Митрофанов)
- 2000 — «Имя Шеff» (Шеff) (альбом «Имя Шеff», режиссёр: Олег Степченко)
- 2000 — «Доктор Шеff» (Шеff feat. Doctor B.) (альбом «Имя Шеff», режиссёр: Шеff)
- 2001 — «Питер — Я твой!» (Шеff feat. Купер) (альбом «Имя Шеff», режиссёр: Олег Степченко)
- 2001 — «Мелекино» (Шеff feat. MC Sputnic) (альбом «Мастер слога ломаного», режиссёр: Мастер Шеff)
- 2003 — «Ночная Москва» (Мастер Шеff feat. Мурат Насыров) (альбом «Мастер слога ломаного», режиссёр: Филипп Янковский)
- 2003 — «Бабы последнее дело» (Мастер Шеff feat. Михаил Шуфутинский) (альбом «Мастер слога ломаного», режиссёр: Влад Разгулин)
- 2004 — «Азовский фанк» (Мастер Шеff feat. Al Solo, Купер) (альбом «Грация», режиссёр: Мастер Шеff)
- 2005 — «Тачки — Красотки» (Мастер Шеff) (альбом «Грация», режиссёр: Мастер Шеff)
- 2010 — «Мастера» (Шеff feat. Al Solo) (альбом «Премиум», режиссёр: Юрий Гусельщиков)
- 2013 — «What a Wonderful Life» (Шеff feat. Lojaz) (неизданный трек, режиссёр: Шеff)
- 2014 — «Мой народ» (Шеff feat. «Голос Донбасса»)
- 2015 — «Gold School» (Шеff feat. «Голос Донбасса»)
- 2016 — «Russian Criminal» (Шеff feat. Ghost)
- 2017 — «У руля» (Шеff feat. N’Pans)
- 2017 — «Птицы над водой» (Шеff feat. Белов)
- 2017 — «Осень» (Шеff feat. Настя Макаревич)
- 2017 — «Гипноз» (Шеff)
- 2018 — «John Dillinger» (Шеff)
- 2018 — «Гарлемские бароны» (Шеff)
- 2018 — «Jacques Mesrine» (Шеff)
- 2018 — «Безумный пёс» (Шеff, режиссёр: Пётр Квайн)
- 2020 — «Бей по порядкам…» (Шеff feat. Момон)
- 2020 — «Я рисую…» (Шеff feat. Indigo)
- 2020 — «Бомбинг» (Шеff feat. Мойша Эскобар)
- 2020 — «Всё за лайк» (Шеff feat. B.M.)
- 2020 — «Мой стайл» (Шеff)
- 2020 — «Мы говорим» (Шеff feat. King Artur, Lil Sheff)
- 2024 — «Ультразвуковой шквал» (Шеff)

### Совместные клипы
- 2009 — «Творчество и шоу-бизнес» (100PRO Family) (альбом «Сотка», артисты: Шеff, Ёлка, Страйк, Al Solo, режиссёр: Мастер Шеff)
- 2012 — «Они не знают!» (режиссёр: Стэпман) (100PRO Family) (альбом «Сотка», артисты: Шеff, Купер, Al Solo, Капа)
- 2013 — «Налётчики в деле!» (100PRO Family) (неизданный трек, артисты: Шеff, Al Solo, ШыZа, NAY, Славон, Kappa, Джони Джон, Jar Bar, компания «Astin Group Partner», режиссёр: Ярослав Кардэлло)
- 2014 — Не торопись на обострения» (ACOUST!CS feat. Шеff) (альбом «Открытый Космос», ACOUST!CS PRODUCTIONS, режиссёр: TYPE МС)
- 2014 — «Океан» (Kappa feat. Шеff, Шмель) (неизданный трек, режиссёр: Kappa)
- 2014 — «Нам не нужна война!» (100PRO Family) (неизданный трек, артисты: ШЕFF, Вова Prime, Такер, Режик, Славон, режиссёр: Вова Prime)
- 2016 — «В не реале» (Шеff feat. Sir-J, Jeeep, White Hot Ice, Руставели)
- 2017 — «Я спокоен» (ШЕFF feat. Rapchinno)
- 2018 — «Хип-хоп с именами» (ШЕFF feat. Al Solo и Jahn)
- 2021 — «Меня там нет!» (Oden feat. ШЕFF)